# 银川乡 (同江市)
银川乡，是中华人民共和国黑龙江省佳木斯市同江市下辖的一个乡镇级行政单位。

## 行政区划
银川乡下辖以下地区：
银川村、新民村、兴隆村、银河村和永华村。